# Hedrehely
Hedrehely község Somogy vármegyében, a Kaposvári járásban.

## Fekvése
A Zselic délnyugati lankáin, Kaposvártól 33 kilométerre, délnyugatra fekszik. Közigazgatási területén áthalad ugyan a Szigetvár-Kadarkút közti 6607-es út, de lakott területeit közúton megközelíteni csak Hencse felől lehet, az előbbiből ott kiágazó 66 151-es úton (az út innen még továbbfolytatódik a zsákfalu Visnye irányába). A legközelebbi város, Kadarkút 6 kilométerre található.

## Története
A település környéke már a római korban lakott volt, nevét viszont csak az 1332-37-es pápai tizedjegyzékben említik először írásban, Hedruch alakban. 1403-ban itt ültek össze a Zsigmond uralmával elégedetlen urak, hogy az ország lakosságához kiáltványt intézzenek. 1443-ban Héderváry Lőrinc nádor birtokába került a település, amely ekkorra városi rangot kapott. A középkorban a ferencesek kolostora állt itt, az itt élő Atyai Péter prior kezdte írni az első magyarországi latin-magyar szótárt. A törökök kiűzése után a község rohamos fejlődésnek indult: a 18. század végén már 728 lakosa és tanítója is volt. Az 1900-as évek elejére lakosainak száma 1 200-ra emelkedett. Említésre méltó, hogy a lakosság egy része a településen kialakult iparágakban dolgozott - agyagos és fazekas mesterként, gabona-, baromfi- és terménykereskedőként. A beszolgáltatás évei sok szenvedést hoztak a lakóknak. A nagy múltú mezőváros hanyatlása ekkor indult meg, a földtulajdonosokat szövetkezetekbe kényszerítették, majd azokat egyesítették a visnyeivel és a kőkútival. 1973-ban a felső tagozatos iskola Kadarkútra került, 1977-ben pedig az önálló tanács is megszűnt, ekkor a lakosság száma rohamosan csökkenni kezdett. A rendszerváltás után az önkormányzat nagy erőfeszítéseket tett a község újjáélesztéséért. Felújították és bővítették az iskolát, valamint visszahozták a felső tagozatot. A fontosabb utakat szilárd burkolattal látták el, rendezték a faluközpontot és restaurálták a templomot. Az itt álló világháborús emlékműveket felújították.

## Közélete

### Polgármesterei
- 1990–1994: Bellai Béla (független)[3]
- 1994–1998: Bellai Béla (független)[4]
- 1998–2002: Bellai Béla (független)[5]
- 2002–2006: Bellai Béla (független)[6]
- 2006–2010: Farkas László György (független)[7]
- 2010–2014: Farkas László (független)[8]
- 2014–2019: Farkas László (független)[9]
- 2019–2024: Bőhm Kinga (független)[10]
- 2024– : Bőhm Kinga (független)[1]

## Népesség
A település népességének változása:
| Lakosok száma | 412  | 397  | 389  | 311  | 340  | 332  | 332  |
|               | 2013 | 2014 | 2015 | 2021 | 2022 | 2023 | 2024 |

A 2011-es népszámlálás során a lakosok 82%-a magyarnak, 5,3% cigánynak, 1,2% németnek, 0,2% szlovénnek mondta magát (17,8% nem nyilatkozott; a kettős identitások miatt a végösszeg nagyobb lehet 100%-nál). A vallási megoszlás a következő volt: római katolikus 35,1%, református 22,4%, felekezet nélküli 14,2% (27,9% nem nyilatkozott).
2022-ben a lakosság 91,8%-a vallotta magát magyarnak, 10% cigánynak, 1,5% németnek, 0,3% szlovénnek, 0,6% egyéb, nem hazai nemzetiségűnek (7,4% nem nyilatkozott; a kettős identitások miatt a végösszeg nagyobb lehet 100%-nál). Vallásuk szerint 37,6% volt római katolikus, 15,6% református, 0,6% egyéb keresztény, 0,6% egyéb katolikus, 22,1% felekezeten kívüli (23,5% nem válaszolt).

## Nevezetességei
Hedrehelyen két templom áll: egy római katolikus és egy református, az utóbbi épületét önkormányzati rendelet védi, csakúgy, mint a Csokonai Vitéz Mihály Általános Iskolát, számos régi lakóházat, Csokonai Vitéz Mihály szobrát és a világháborús emlékművet. A falu egyetlen műemléke egy ferences kolostorrom, de ez az iskolaudvar egy elhanyagolt, bozótos területén áll és nem sok látható belőle.
Az egykori Böcörpuszta beerdősült területén a régi temetőben még látható néhány sírkő, a közeli dombtetőn pedig egy új építésű kápolna helyezkedik el. A domb oldalában egy rendkívül vastag törzsű tölgyfa is áll.

## Képek

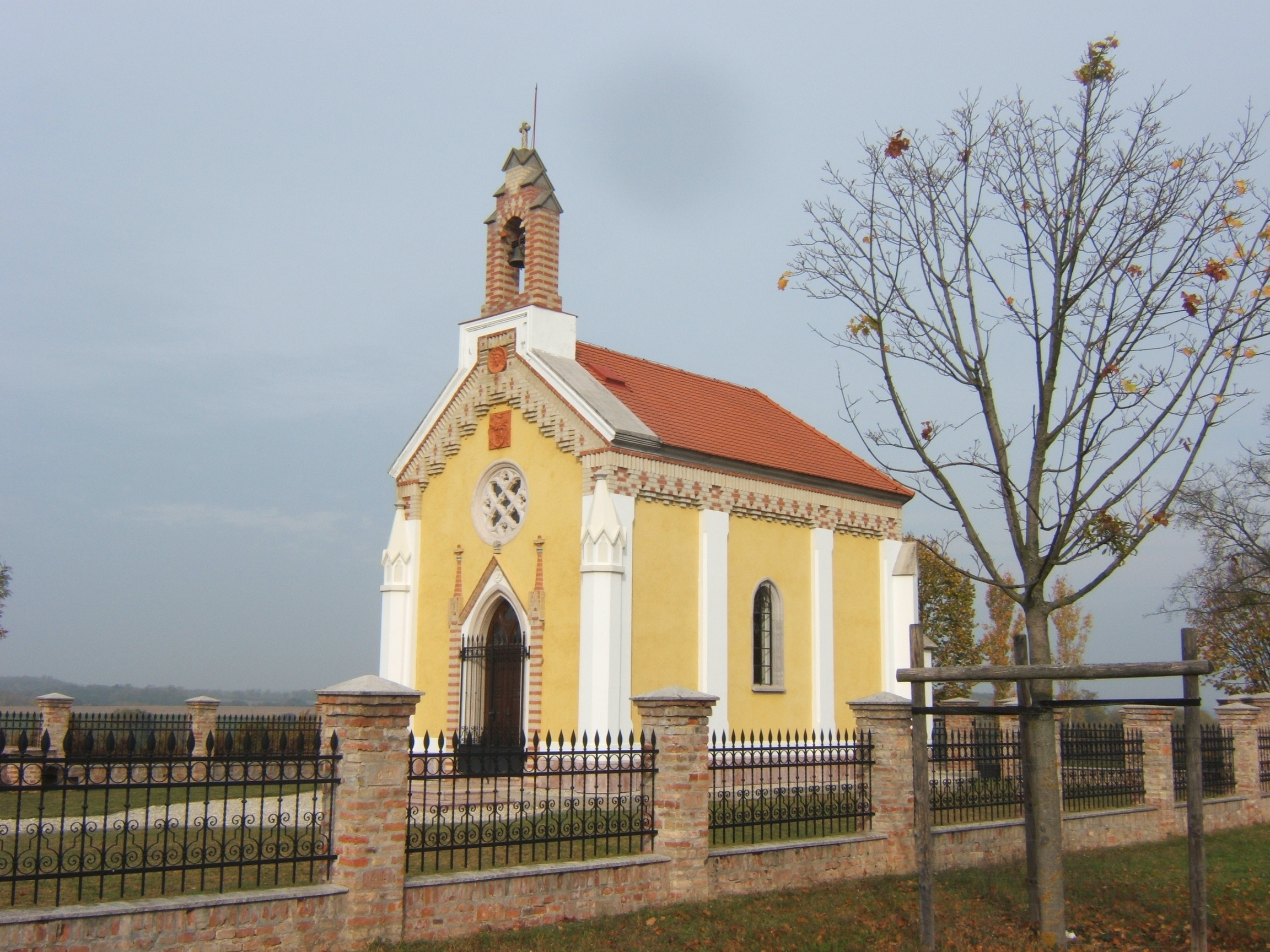
A böcörpusztai kápolna
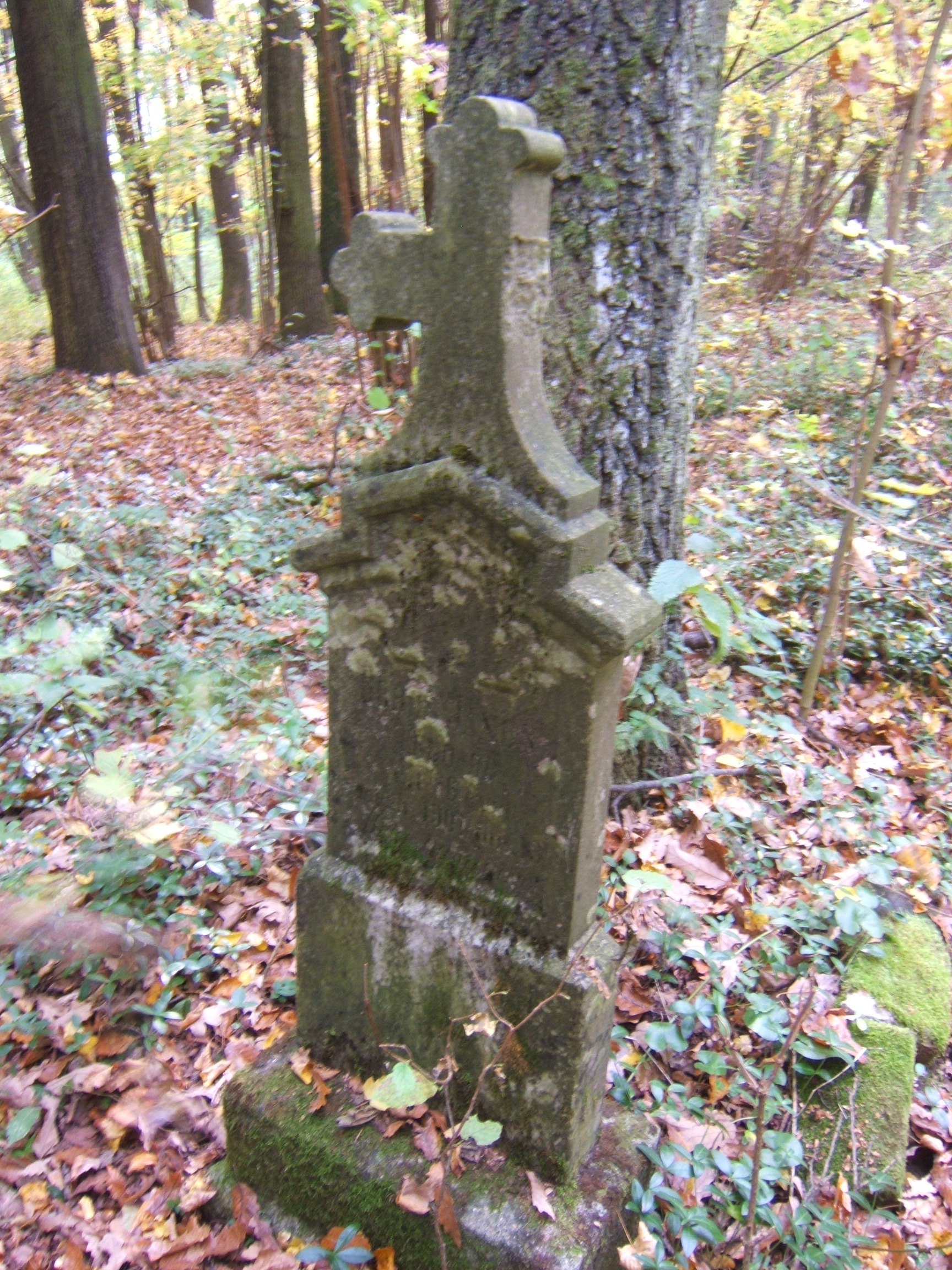
1901-es sírkő a böcörpusztai elhagyott temetőben
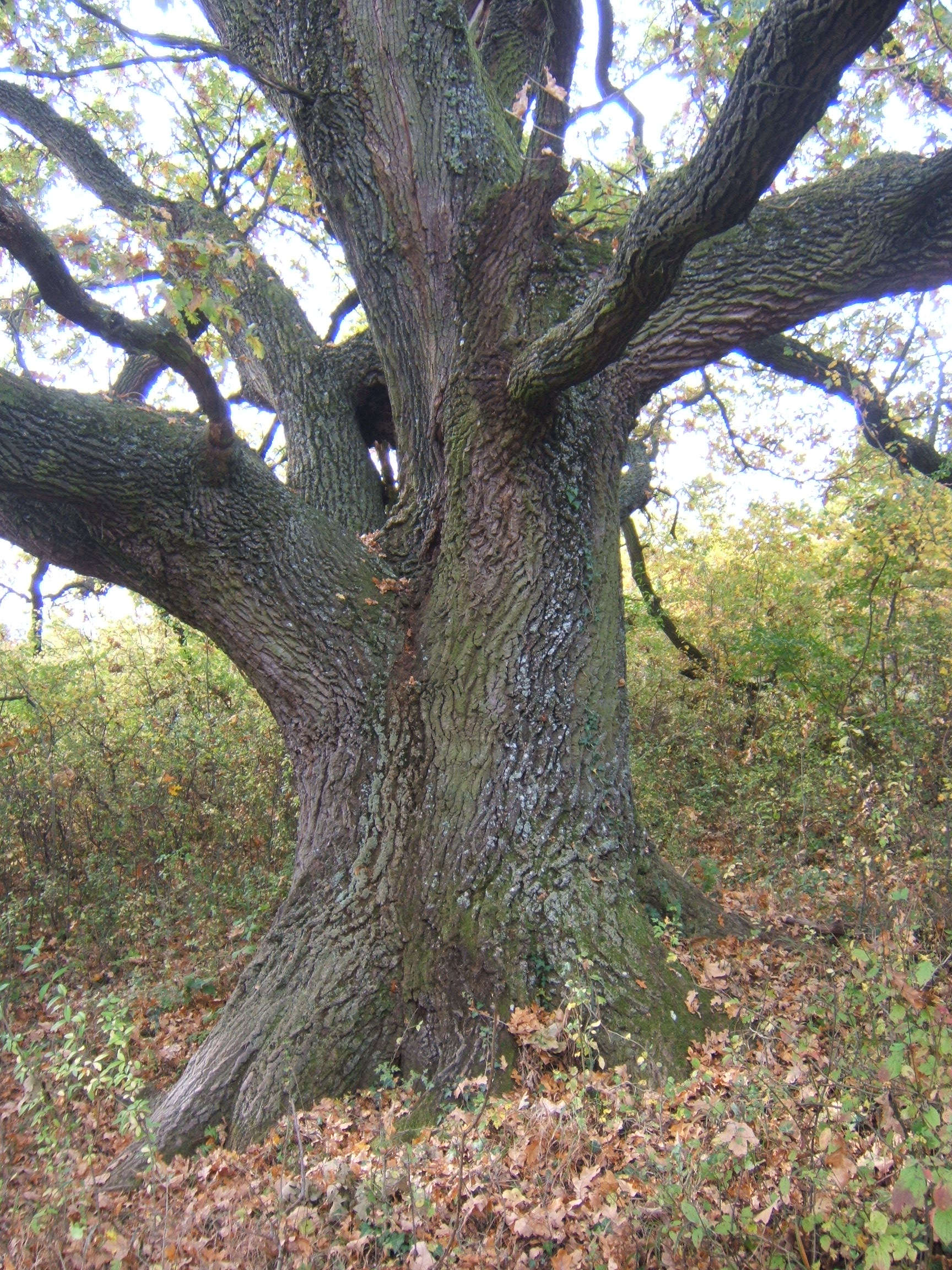
Az óriásfa